# 王朴诚
王朴诚（1877年—1961年），汉族，四川中江县人。早年在丰都县陈家“福源长”中药栈学徒。师满后回成都，开店行医，以谋生计。其以儿科为精专，信守“医非营业，药以治病”之旨，被成都百姓誉为“王小儿”。1955年，奉调从成都到北京，参加卫生部中医研究院建院初期的医疗和教学工作。当时是卫生部中医研究院广安门医院中医儿科老中医，因其医术精湛，疗效卓著而享誉全国。